# Eustroma dictyides
Eustroma dictyides là một loài bướm đêm trong họ Geometridae.